# Adam Lind
Adam Alan Lind (ur. 17 lipca 1983) – amerykański baseballista występujący na pozycji pierwszobazowego.

## Przebieg kariery
Lind studiował na University of South Alabama, gdzie w latach 2003–2004 grał w drużynie uniwersyteckiej South Alabama Jaguars. W 2004 został wybrany w trzeciej rundzie draftu przez Toronto Blue Jays i początkowo występował w klubach farmerskich tego zespołu, między innymi w Syracuse Chiefs, reprezentującym poziom Triple-A. W Major League Baseball zadebiutował 2 września 2006 w meczu przeciwko Boston Red Sox na Fenway Park jako designated hitter, w którym zaliczył uderzenie.
31 lipca 2009 w spotkaniu z Texas Rangers zdobył pierwszego w karierze grand slama. W tym samym roku otrzymał nagrodę Silver Slugger Award, a także nagrodę Edgar Martínez Award dla najlepszego designated hittera w American League. W kwietniu 2010 podpisał nowy, czteroletni kontrakt z opcją przedłużenia o następne trzy wart 38,5 milionów dolarów.
W listopadzie 2014 przeszedł do Milwaukee Brewers za miotacza Marco Estradę, zaś w grudniu 2015 w ramach kolejnej wymiany do Seattle Mariners.
W lutym 2017 został zawodnikiem Washington Nationals.

## Nagrody i wyróżnienia
| Nagroda/wyróżnienie  | Lata | Źródło |
| Silver Slugger Award | 2009 | [ 6 ]  |
| Edgar Martínez Award | 2009 | [ 7 ]  |